# Eustrotia intricata
Eustrotia intricata là một loài bướm đêm trong họ Noctuidae.